# Tanama-V1
Pour les articles homonymes, voir Tanama.
Tanama-V1 est une commune rurale située dans le département de Boudry de la province du Ganzourgou dans la région du Plateau-Central au Burkina Faso.

## Géographie
Le village de Tanama-V1 est situé à environ 20 km au sud du chef-lieu Boudry.

## Histoire
À l'instar des autres villages des Aménagements des vallées de la Volta (AVV) de Tanama, le village est né de la volonté des autorités d'étendre les terres agricoles dans les années 1980, dans le cadre de l'aménagement des vallées du fleuve Volta. Pour cela des migrations intérieures ont été favorisées par la redistribution de terres aux paysans volontaires – sans pouvoir prétendre au droit coutumier des populations locales – qui se sont installés dans ces nouveaux villages.

## Économie
Les activités économiques principales de Tanama-V1 sont l'agriculture et l'élevage.

## Santé et éducation
Le centre de soins le plus proche de Tanama-V1 est le centre de santé et de promotion sociale (CSPS) de Ouayalgui-V2 tandis que le centre médical avec antenne chirurgicale (CMA) le plus proche se trouve à Zorgho.